# Tomomi Tsuruta
Tomomi Tsuruta (jap. 鶴田友美 Tsuruta Tomomi; ur. 25 marca 1951 w Makioka, zm. 13 maja 2000 w Quezon City, znany też jako Jumbo Tsuruta) – japoński zapaśnik walczący w stylu klasycznym, oraz wrestler walczący m.in. w All Japan Pro Wrestling (AJPW) i National Wrestling Alliance (NWA). Olimpijczyk z Monachium 1972, gdzie odpadł w eliminacjach w kategorii plus 100 kg.
Odpadł w eliminacjach mistrzostw świata w 1971 roku.

## Kariera wrestlerska
Karierę wrestlera rozpoczął w 1973 roku, niedługo potem został zauważony przez słynnego japońskiego wrestlera Giant Babę, z którego polecenia dostał się do Stanów Zjednoczonych, gdzie rozpoczął dalsze treningi pod okiem Dory’ego Funka Jra. Jest pierwszym historii zdobywcą tytułu „trójkorony” AJPW Triple Crown Heavyweight Championship (kwiecień 1989), dzięki zdobyciu trzech pasów mistrzowskich (PWF Heavyweight Championship, NWA United National Championship i NWA International Heavyweight Championship) i ich unifikacji. Wraz z Yoshiakim Yatsu jest również pierwszym AJPW World Tag Team Championem dzięki zdobyciu dwóch kolejnych tag teamowych tytułów mistrzowskich (NWA International Tag Team Championship i PWF Tag Team Championship) i ich unifikacji.
W swojej 25-letniej karierze wrestlera stoczył ponad 3300 walk. Walczył z takimi gwiazdami wrestlingu jak: Genichiro Tenryu, Abdullah the Butcher, Terry Funk, Dory Funk Jr, Mitsuharu Misawa, Harley Race, Verne Gagne, Rick Martel, Riki Choshu, Jack Brisco czy Ric Flair. Na początku marca 1999 r. ogłosił zakończenie kariery wrestlera. Został określony jako „jeden z najtwardszych i najsilniejszych wrestlerów w historii japońskiego puroresu”.

### Życie prywatne
Po zakończeniu kariery zamieszkał w Stanach Zjednoczonych, gdzie był adiunktem na uczelni wyższej University of Portland. W 1992 r. zdiagnozowano u niego raka wątroby, który w następstwie dał przerzut na nerki. Zmarł w wieku 49 lat ze względu na powikłania jakie wystąpiły podczas przeszczepu nerki. Miał trzech synów o imionach: Ken, Naoki i Yuji.

## Osiągnięcia i mistrzostwa
- All Japan Pro Wrestling[7][8]
  - NWA International Heavyweight Championship (3 razy)
  - NWA International Tag Team Championship (9 razy) – z: Giant Baba (6 razy), Genichiro Tenryu (2 razy) i Yoshiaki Yatsu (1 raz)
  - NWA United National Championship (5 razy)
  - PWF World Heavyweight Championship (1 raz)
  - PWF World Tag Team Championship (2 razy) – z: Tiger Mask II (1 raz) i Yoshiaki Yatsu (1 raz)
  - Triple Crown Heavyweight Championship (3 razy)
  - World Tag Team Championship (7 razy) – Yoshiaki Yatsu (5 razy), The Great Kabuki (1 raz) i Akira Taue (1 raz)
  - Champion Carnival (1980, 1991)
  - World's Strongest Tag Determination League (1978, 1980) – z Giant Babą
  - World's Strongest Tag Determination League (1984, 1986) – z Genichiro Tenryu
  - World's Strongest Tag Determination League (1987) – z Yoshiaki Yatsu
  - January 2 Korakuen Hall Heavyweight Battle Royal (1984)
  - Champion Carnival Distinguished Service Award (1977, 1979)
  - Champion Carnival Technical Award (1978)
  - Champion Carnival Technique Award (1976)
  - Champion Carnival Fighting Spirit Award (1975, 1982)
  - World's Strongest Tag Determination League Distinguished Award (1977) – z Giant Babą
  - World's Strongest Tag Determination League Outstanding Performance Award (1982) – z Giant Babą
  - World's Strongest Tag Determination League Technical Award (1983) – z Genichiro Tenryu
  - World's Strongest Tag Determination League Distinguished Service Medal Award (1985) – z Genichiro Tenryu
  - World's Strongest Tag Determination League Outstanding Performance Award (1988) – z Yoshiaki Yatsu
  - World's Strongest Tag Determination League Special Award (1989)
  - World's Strongest Tag Determination League Skill Award (1990) – z Akirą Taue
  - World's Strongest Tag Determination League Fighting Spirit Award (1991) – z Akirą Taue
- American Wrestling Association
  - AWA World Heavyweight Championship (1 raz)
- Championship Wrestling from Florida
  - NWA United National Championship (1 raz)
- NWA Detroit
  - NWA World Tag Team Championship (wersja Detroit) (1 raz) – z Giant Babą
- Pro Wrestling Illustrated
  - PWI sklasyfikowało go na #28. miejscu z 500 najlepszych wrestlerów w klasyfikacji „PWI Years” w 2003
  - PWI sklasyfikowało go na #10. miejscu ze 100 najlepszych tag teamów w klasyfikacji „PWI Years” z Giant Babą w 2003[9]
  - PWI sklasyfikowało go na #14. miejscu ze 100 najlepszych tag teamów w klasyfikacji „PWI Years” z Genichiro Tenryu w 2003[9]
  - PWI sklasyfikowało go na #31. miejscu ze 100 najlepszych tag teamów w klasyfikacji „PWI Years” z Yoshiaki Yatsu w 2003[9]
- Professional Wrestling Hall of Fame (włączony w 2015)
- Tokyo Sports[10]
  - Wrestler roku (1983, 1984, 1991)
  - Technique Award (1974, 1986, 1988)
  - Outstanding Performance Award (1975, 1976, 1981)
  - Service Award (1999)
  - Lifetime Achievement Award (2000)
  - Tag team roku (Tag Team of the Year) (1978, 1980, 1982) z Giant Babą
  - Tag team roku (1983, 1985) z Genichiro Tenryu
  - Tag team roku (1989) z Yoshiaki Yatsu
  - Walka roku (Match of the Year) (1976) vs. Rusher Kimura (28 marca 1976)
  - Walka roku (1977) vs. Mil Máscaras (25 sierpnia 1977)
  - Walka roku (1978) vs. Harley Race (20 stycznia 1978)
  - Walka roku (1980) w tag teamie z Giant Babą vs. Dory Funk Jr i Terry Funk (11 grudnia 1980)
  - Walka roku (1985) vs. Riki Choshu (4 listopada 1985)
  - Walka roku (1987) vs. Genichiro Tenryu (31 sierpnia 1987)
  - Walka roku (1989) vs. Genichiro Tenryu (5 czerwca 1989)
- Wrestling Observer Newsletter
  - Feud roku (1990, 1991) vs. Mitsuharu Misawa
  - Wrestler roku (1991)
  - Wrestling Observer Newsletter Hall of Fame (włączony w 1996)